# Asamoah Gyan
Asamoah Gyan (Acra, 22 de novembro de 1985) é um ex-futebolista ganês que atuava como centroavante.
Considerado um dos principais nomes do futebol africano, é o maior artilheiro da história da Seleção Ganesa, com 51 gols, além de ser o segundo jogador que mais vezes vestiu a camisa da mesma, atrás apenas de André Ayew.

## Carreira

### Udinese e Modena
Foi contratado pela Udinese em 2003, depois de ter se destacado no Liberty Professionals, clube de sua cidade natal, em Gana. Gyan passou dois anos emprestado ao Modena, da Serie B, para ganhar experiência. Após boas exibições na Copa do Mundo FIFA de 2006, despertou o interesse do russo Lokomotiv Moscou.
Voltou a Udinese no início de 2006, mas no dia 17 de fevereiro de 2007, o clube fez um acordo para vendê-lo na janela de transferências de janeiro. O atacante estava à beira de assinar um acordo de três anos com o Lokomotiv Moscou de US$ 10,5 milhões, a quarta maior taxa de transferência da história do futebol russo, na época. "O atacante que ia me substituir na Udinese, não assinou o contrato", disse Gyan à BBC Sport. "Então jogarei o restante da temporada pela Udinese..."

### Shanghai SIPG
No dia 7 de julho de 2015, Gyan acertou sua ida para o chinês Shanghai SIPG, por 9 milhões de euros (38,2 milhões de reais), sendo a maior maior contratação do clube de Xangai na época. O salário do atacante foi acertado em 1,25 milhão euros (4,5 milhões de reais) por mês, tornando-se o jogador mais bem pago da China e o nono mais bem pago do mundo, superando craques bem mais badalados como Neymar (1,22 milhão de euros) e Gareth Bale (1,1 milhão de euros).
Estreou no dia 17 de julho, onde fez o gol da vitória de 2 a 1 sobre o Tianjin Teda aos 35 minutos do 2º tempo, em jogo válido pela 19ª rodada da Superliga Chinesa.

### Al-Ahli
Após não corresponder o investimento que foi feito, foi emprestado ao Al-Ahli, do Emirados Árabes, no dia 1 de setembro de 2016.

## Seleção Nacional

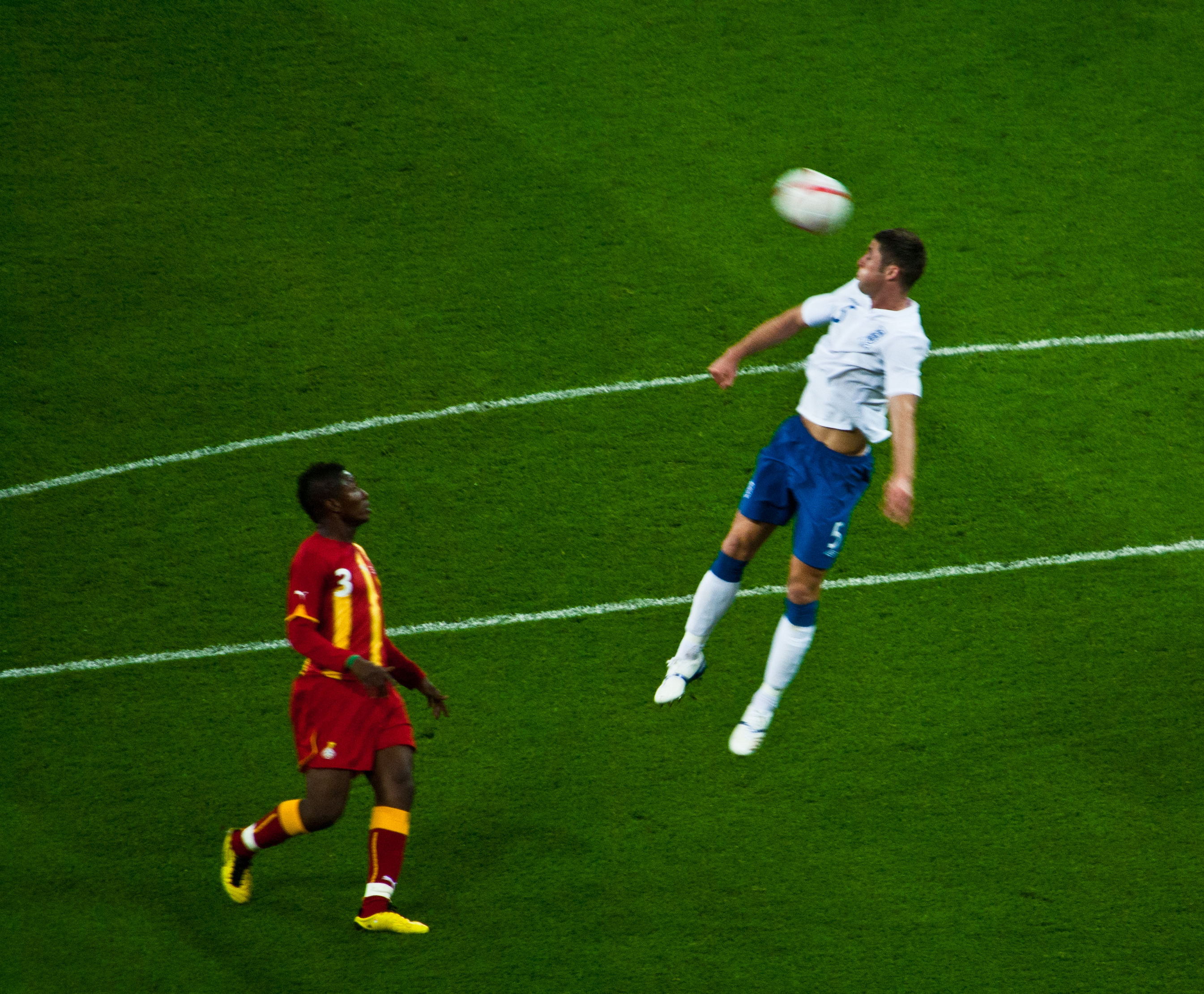
Gyan atuando contra a Inglaterra em 2011

Gyan representou a Seleção Ganesa nas Olimpíadas de 2004. Dois anos depois, esteve entre os convocados para a Copa do Mundo FIFA de 2006, disputada na Alemanha. O atacante atuou em três partidas no seu primeiro Mundial, tendo marcado um gol na vitória por 2 a 0 sobre a República Tcheca, em jogo válido pela fase de grupos.
Em 2010 foi o principal jogador da campanha histórica de Gana na competição, quando levou seu país até as quartas de finais da Copa do Mundo FIFA realizada na África do Sul. Gyan marcou o gol da classificação da "chama africana" para as quartas de finais, no fim da prorrogação contra os Estados Unidos. Nas quartas de finais, Gana e Uruguai fizeram um confronto épico que só foi decidido nos pênaltis. Apesar da bela atuação nessa partida, o centroavante desperdiçou um pênalti na prorrogação que poderia ter classificado seu país para a semifinal.
Em 2014 teve boa atuação durante a Copa do Mundo realizada no Brasil, mas não conseguiu evitar a eliminação ganesa na fase de grupos. Gyan marcou um belo gol no empate em 2 a 2 contra a Alemanha, válido pela segunda rodada, sendo este o único jogo em que a Alemanha, que seria então a campeã do torneio, não venceu na competição.

## Títulos
Al-Ain
- Campeonato Emiradense: 2011–12, 2012–13 e 2014–15
- Super Taça do Golfo Arábico: 2012
- Copa do Presidente: 2013–14

### Prêmios individuais
- Futebolista Africano do Ano pela BBC: 2010
- Time do ano da CAF: 2010, 2013 e 2014
- Artilheiro do Campeonato Emiradense: 2011–12, 2012–13 e 2013–14
- Artilheiro da Liga dos Campeões da AFC: 2014
- Jogador Estrangeiro do Ano da AFC: 2014